# Loop de Barnard

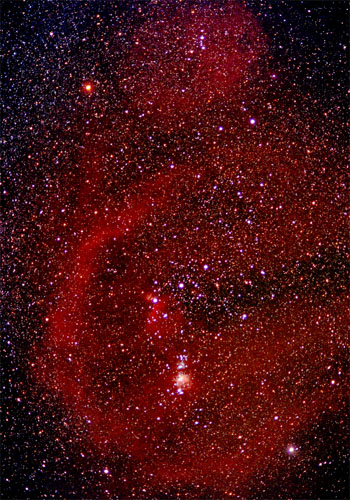
Nesta imagem, o Loop de Barnard pode ser visto como um semicírculo vermelho difuso

Loop de Barnard ou anel de Barnard (designação de catálogo: Sh 2-276) é uma nebulosa de emissão na constelação de Orion. Faz parte de uma nuvem molecular gigante que também contém as nebulosas de Cabeça de Cavalo e Órion. O loop toma a forma de um grande arco centrado aproximadamente na nebulosa de Orion. Pensa-se que as estrelas dentro da nebulosa de Orion são responsáveis por ionizar o loop.
Estima-se que estão a uma distância de cerca de 1600 anos-luz, dando-lhe dimensões reais de cerca de 300 anos-luz de diâmetro. É pensado para ter originado na explosão de uma supernova cerca de 2 milhões de anos atrás, que também pode ter criado várias conhecido estrelas em fuga, incluindo AE Aurigae, Columbae Mu e 53 Arietis, que são pensados para ter sido parte de uma múltipla estrela, sistema no qual um componente explodiu como uma supernova.